# Seututie 559
Pour les articles homonymes, voir Route 559.
La route régionale 559 (finnois : Seututie 559) est une route régionale à Siilinjärvi en Finlande,,.

## Présentation
La seututie 559 est une route régionale de Savonie du Nord.
Elle est parallèle à la route nationale 5.

## Parcours
- Räisälä
- Siilinjärvi
- Kasurila
- Jälä
- Haaparinne
- Vuorela
- Toivala